# 俳优
俳优是古代对滑稽艺人的称谓，初期主要為统治者和貴族服務，他们以逗笑君王、为他们排遣无聊为己任。只要能搞笑，他们有时可以说一些出格的话，達到諷諫的效果。專為君主服務的俳優又稱弄臣。
《史记》中记载的俳优优孟和优旃就利用了滑稽的讽刺功能对君王进行谏言的事。
繼承古風，日本和朝鲜半岛仍然把演员稱為“俳優”，台灣日治時期受日本文化影響，台語使用者在書面或口語亦使用「俳優」（台羅：pai-iu），現在台灣受過日式教育的老人仍使用這個字眼稱呼「演員」。